# Santa Maria de Badalona
L'església arxiprestal de Santa Maria de Badalona és un temple parroquial catòlic protegit com a bé cultural d'interès local de Badalona (Barcelonès). La seva advocació és l'Assumpció de la Mare de Déu.
El temple actual data del segle xviii, però la parròquia fou la primera del municipi i està documentada almenys des de 1112, any en què es consagrà el primer temple romànic, construït probablement sobre l'antic temple romà de Baetulo, del qual se n'han trobat vestigis en el seu subsòl, així com algunes restes d'època paleocristiana, que indica un culte cristià en aquest indret des d'antic. Nucli social i espiritual durant molts segles, al llarg de la seva història Santa Maria marcar el ritme de la població, el calendari festiu i en definitiva marcava la vida dels badalonins. De fet va ser l'única parròquia del municipi fins ben entrat el segle xix, el 1868, en què es va crear la demarcació de Sant Josep. L'església va patir greus destrosses durant la guerra civil, si bé es va aconseguir salvar del seu enderroc total, que havia estat aprovat pel consistori badaloní. Després de la guerra va ser reconstruïda i restaurada pels arquitectes Joan Amigó i Joan Padrós, prenent l'aspecte que té actualment i que segueix el projecte original del segle xviii, i que segueix sent una fita visual destacada de Badalona, i concretament del barri de Dalt de la Vila, en la memòria de molts badalonins.
El seu actual rector és Jaume Aymar i Ragolta. La seva rectoria és una antiga masia ubicada al carrer de Dalt, ben a prop del temple, i que va substituir l'anomenada Casa del Delme el 1685.

## Descripció

### Interior
És una església d'una sola nau, de sis trams comptant el cor, sense creuer i absis semicircular i carrat. Als laterals de la nau hi ha les capelles, que tenen comunicació interna entre elles. La volta és de canó amb arcs faixons recolzats sobre un ordre de pilastres corínties que separen la nau de les capelles laterals, cobertes amb volta d'aresta.
Consta també d'un primer pis, on l'església disposa d'una galeria, que des de la reconstrucció de 1940, compta amb un balcons amb forma corbada. També es pot pujar al campanar. Al cor, situat als peus de l'església, hi ha un orgue modern, de Blancafort de Collbató.

#### Presbiteri
Al presbiteri hi ha l'altar major, dedicat a l'Assumpció de Maria, on hi ha la imatge de la verge, una escultura obra de Frederic Marès, beneïda el 1947. També hi ha un crucifix penjat en primer terme, al costat del mateix altar, consagrat el 1966 per l'arquebisbe de Barcelona, Gregorio Modrego. A la part frontal de l'altar hi ha una decoració feta en ceràmica amb escenes bíbliques que van ser projectades i realitzades pel pintor Luciano Navarro, un mestre de l'Escola de Belles Arts de Barcelona, sota direcció de l'arquitecte Joan Padrós i Jordi Cantó, de la Comissió Diocesana d'Art Sagrat. Flanquejant l'Assumpta, hi ha també quatre quadres dels copatrons de la parròquia: Sant Jaume, Sant Sebastià, Sant Anastasi i Sant Roc, obra del pintor Pedro Baos Castellanos (2022-2023).

#### Evangeli

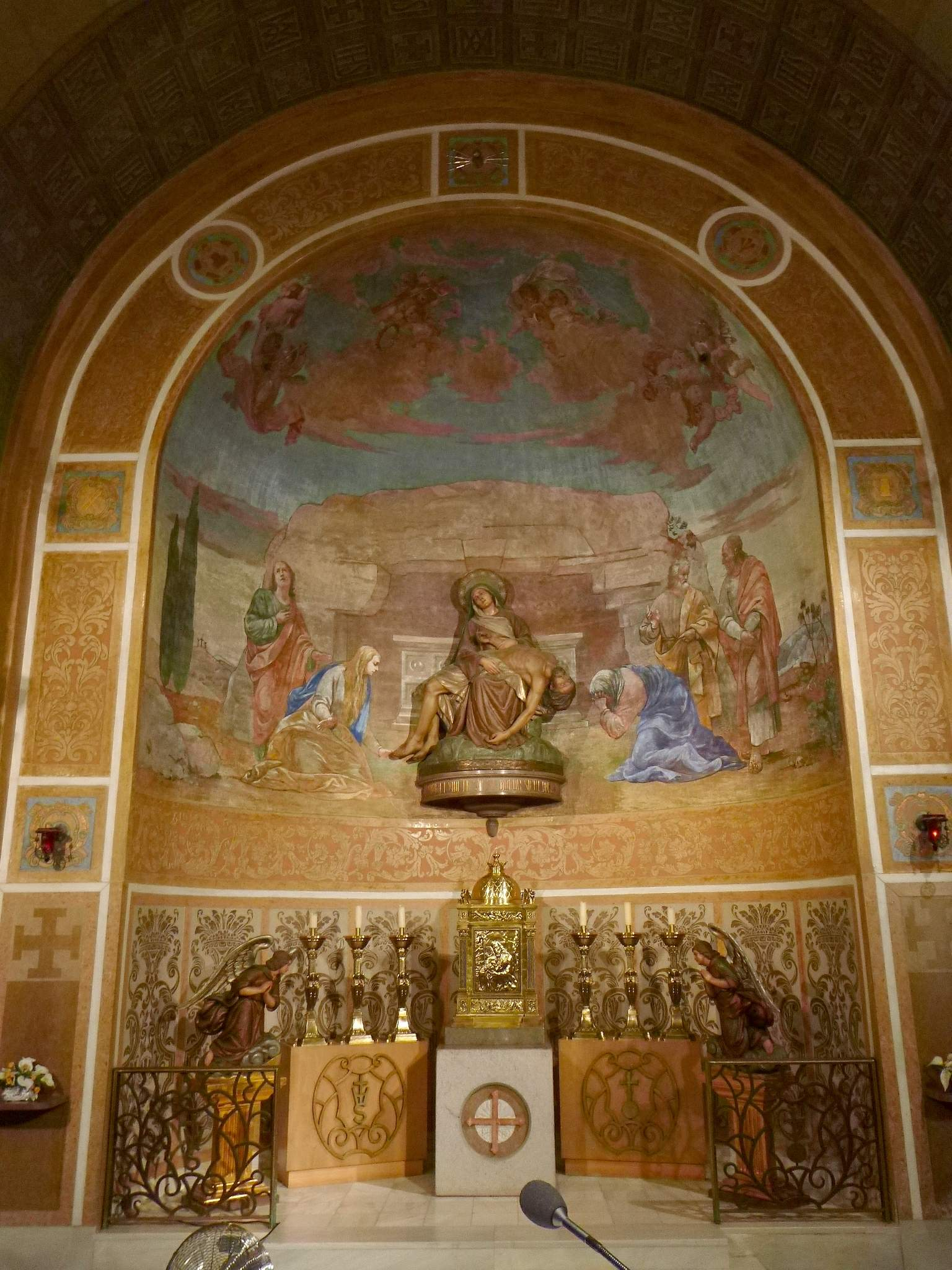
La capella del Santíssim

Al cantó de l'Evangeli hi ha la capella del Santíssim, obra de l'arquitecte Joan Amigó i Barriga, la reconstrucció de la qual va acabar el 1941. La imatge principal que hi ha representada és l'escena de la Pietat, és a dir, la Mare de Déu amb Jesús als braços a l'entrada del sant sepulcre, que està representat dins d'una cova. El sagrari té l'àmbit interior i el frontal decorats amb baix relleu enriquit amb daurats de pa d'or, les finestres estan decorades amb vitralls, mentre l'altar està rematat amb una barana de ferro. Addicionalment, la capella també conserva una reproducció del retaule gòtic del segle xv dedicat a Sant Joan Baptista i Sant Esteve, que presidia un dels altars de l'antiga església romànica i que actualment conserva el MNAC, i un retaule modernista amb un relleu de l'adoració dels Reis d'Orient amb el nen Jesús. L'altar de la capella consta d'una barana de ferro, vitralls a les finestres i un confessionari. Les altres capelles, obertes directament a la nau de l'església, estan dedicades a la Mare de Déu del Roser, la Mare de Déu de Montserrat, la Mare de Déu de Lorda, a Sant Pere i a la Mare de Déu del Carme. Totes aquestes capelles, i els seus altars, van ser beneïdes entre 1947 i 1951.

#### Epístola
Al cantó de l'Epístola hi la resta de capelles, seguides de l'altar del Sagrat Cor de Jesús, al centre, beneït el 1952 i obra de Joan Amigó. Les capelles estan dedicades a Sant Sebastià, que havia contingut un altar original datat de 1696, va ser el primer altar que es va col·locar de forma definitiva després de la guerra civil, al Sant Crist, a Sant Anastasi, a Sant Isidre i al Puríssim Cor de Maria. A continuació hi ha la porta que condueix al cor i al campanar, i al mateix pis les piques d'aigua beneïda i el cancell de l'entrada principal, que surt a la plaça de Barberà.

### Exterior

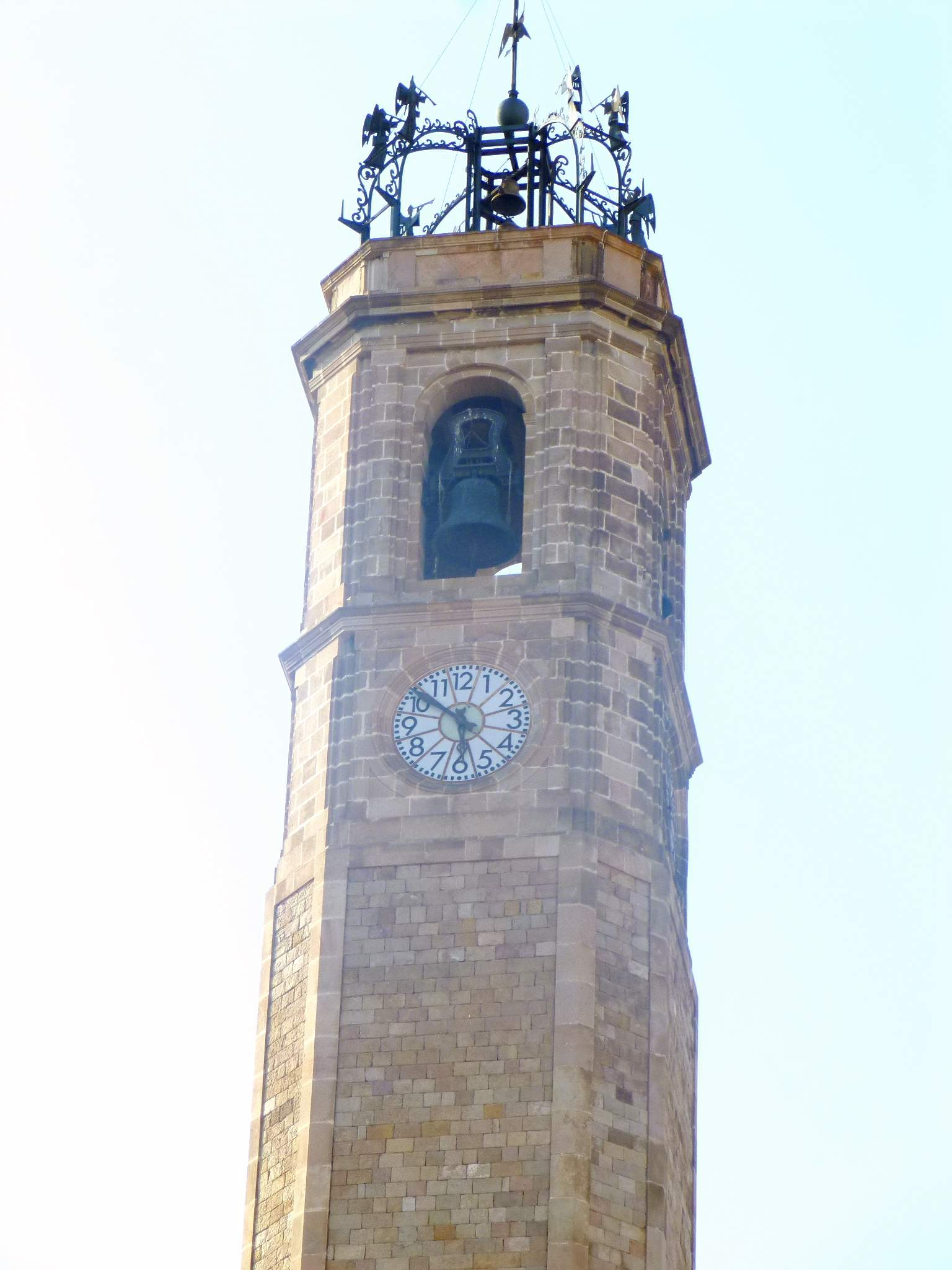
Detall del campanar

Quant a l'exterior, cal destacar el campanar i la façana, finalitzada el 1895, d'estil neoclàssic, obra de Francesc Rogent i Pedrosa. El campar original, i bona part de la part superior de la façana van ser destruïts durant la guerra civil. Van ser reconstruïts en acabar la guerra, i les obres van prolongar-se fins a 1958. L'alçada del campanar és de 38 metres, disposa d'un rellotge, instal·lat el 1964, i a dalt de tot té una corona de ferro forjat, obra del manyà Josep Rodon, decorada amb creus i àngels. El 1946 es va beneir una nova campana, substituint les desaparegudes durant la guerra, que va rebre el nom d'Antònia, en record a mossèn Anton Briàs, Josepa i Anastàsia. El 1955 es van encarregar quatre campanes més, que van ser beneïdes finalment el 1958 per Narcís Jubany, i que van rebre el nom de Maria Assumpta, Maria Anna, Maria Columna, Maria Lourdes i Maria de la Mercè.

## Història

### Orígens i límits
Una de les primeres aparicions documentals exactes de la parròquia de Santa Maria és, precisament, la seva acta de consagració l'any 1112 amb motiu de la construcció d'un temple d'estil romànic. Tanmateix, la presència d'un lloc de culte en aquest indret ve des d'antic. En els seus fonaments s'han trobat les restes del basament del temple romà de l'antiga Baetulo, que com l'actual església, es va bastir en un punt elevat que dominava la ciutat, i a més també s'han trobat vestigis una mica posteriors, d'època paleocristiana, que indiciaria l'existència del culte cristià i un temple a la població en els inicis de l'expansió de la religió cristiana. Generalment, es considera que la nova església cristiana es va ubicar en primer lloc a l'espai lliure que hi havia davant del temple pagà dins del fòrum romà de la ciutat, i a partir de l'any 386, quan l'emperador Teodosi declara el cristianisme religió i única i ordena el tancament dels temples pagans, acabaria instal·lant-s'hi a sobre, bé enderrocant l'anterior o reconvertint-lo, però el que sí ha quedat testimoniat és la presència d'un lloc de culte per la presència d'un cementiri en aquest indret.
La continuïtat de l'església queda provada entre els segles VI i VII perquè es conserva un fragment d'un cancell d'altar que en formava part. Es desconeix com era l'aspecte d'aquest temple, és possible que s'assemblés a la primera església cristiana d'Empúries, amb una sola nau i amb un absis que potser quedava envoltat per un mur que exteriorment formava una capçalera recta. També es va trobar un petit mausoleu a l'espai de les termes i el decumanus de Baetulo, on van ser enterrats dos membres destacats de la comunitat cristiana de la localitat.
Com a centre de culte de l'antiga Baetulo, Santa Maria es va convertir en un centre religiós d'un extens territori, probablement coincident amb l'antic territori de la ciutat romana. La preeminència d'aquesta parròquia per sobre de les altres esglésies del seu territori va ser confirmada el 27 de gener de 1104 en la butlla del papa Pasqual II, que anava dirigida al bisbe Ramon Guillem (1107-1114). En ella s'esmenta que la seva possessió i la provisió de rectorat va estar annexa al capítol de la catedral de Barcelona, i esmenta les esglésies del capítol. En aquest sentit, la demarcació de la parròquia de Santa Maria tenia com a límits el mar Mediterrani, el riu Besos, els cims de la serralada de Marina, incloent en el seu territori la Vallençana fins al nucli de Reixac. Per la banda del Maresme, el límit era la riera de Canyelles, que la separava de Tiana i Montgat. Les esglésies sufragànies eren les següents: Sant Adrià de Besòs (1012), Sant Joan de la Torre (1020), Santa Coloma de Gramenet (1024), Sant Salvador de la Capella (1125), Sant Martí de Poià (1143). Posteriorment, les esglésies de Sant Adrià, Santa Coloma i la capella de Sant Joan foren segregades del territori parroquial de Santa Maria. En el cas adrianenc, dita segregació fou fruit d'una falsa creença de l'existència d'una baronia que convertí l'església de Sant Adrià, llavors en mans del bisbe de Barcelona, en parròquia amb el pas del temps. En el cas colomenc, l'església de Santa Coloma va esdevenir parròquia gràcies a la força del capítol de la catedral de Barcelona, i es troba documentada com tal el 1152.

### El temple romànic

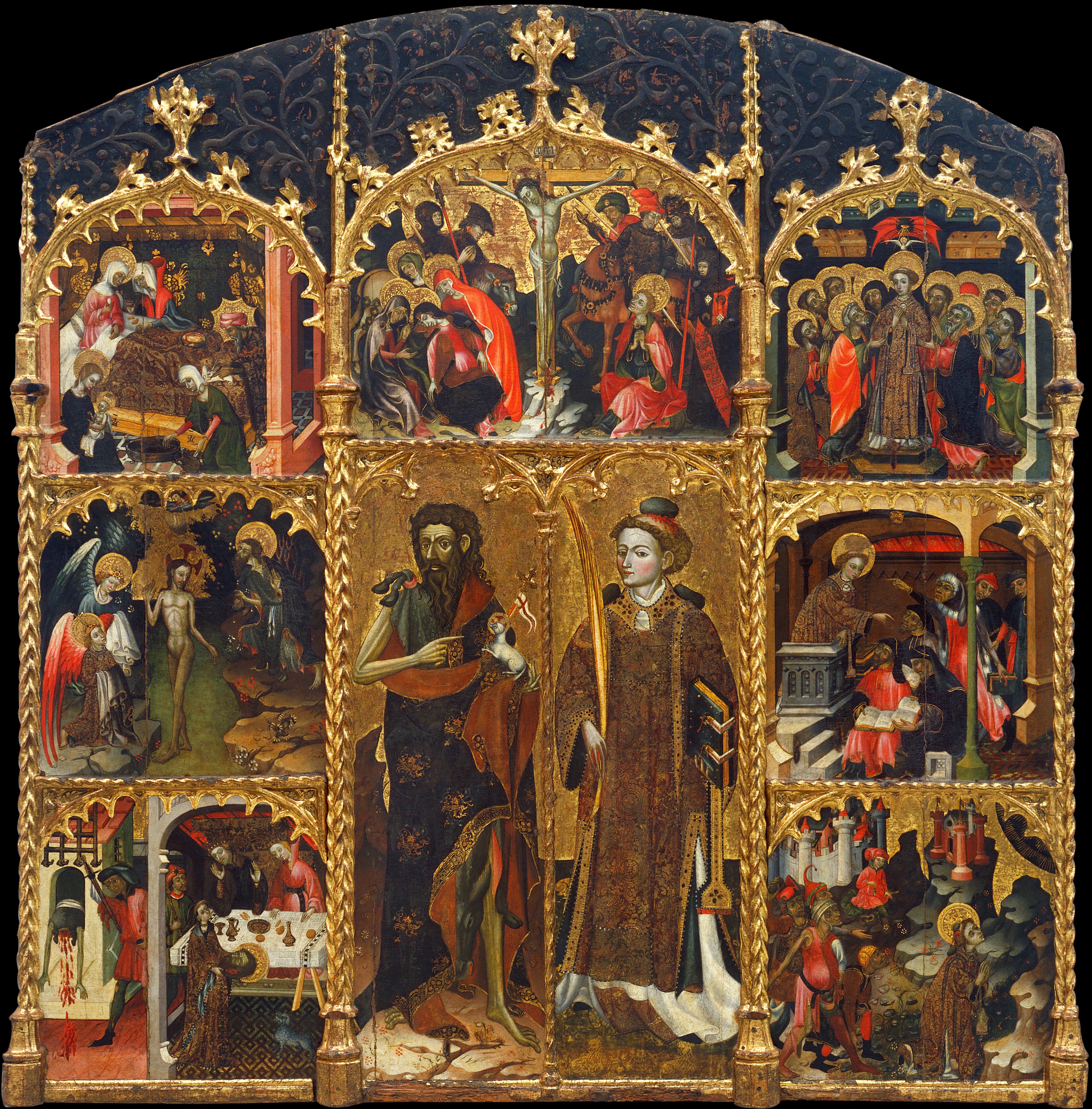
Retaule de Sant Joan Baptista i Sant Esteve, del Mestre de Badalona (s. XV)

S'acostuma a dir que la construcció del nou temple va ser per la destrucció de l'anterior, afectat probablement durant la ràtzia musulmana d'Almansor de 1108, que va fer estralls especialment a la costa. El nou temple es va construir en estil romànic i va ser consagrat el 21 de novembre de 1112 pel bisbe de Barcelona Ramon Guillem. Com moltes altres esglésies en la seva època, Santa Maria fou consagrada amb una delimitació i zona de protecció de sagrera, encara que també viurà els efectes de la violència feudal a les sagreres, destacant-se l'intent d'apropiació de Pere de Sentmenat el 1144. Sobre el temple romànic i saber-ne una descripció, Fidel Fita cita a un autor desconegut autor d'una obra anomenada Memorias de la iglesia de Santa María de Badalona, on consten les mesures de l'església enderrocada el 1762: «tenía 131 palmos de longitud y 77 y medio de ancho. El grueso ó espesor de las paredes laterales medía 12 palmos; el de la fachada, 5; y 6 y medio el de las paredes del presbiterio.» D'altra banda, l'església estava orientada a l'est, tenia la porta d'entrada principal on avui hi ha la lateral, és a dir al carrer de la plaça, i al seu costat, per la banda de mar, hi havia el cementiri.
Destaca de l'antic temple el retaule de Sant Joan Baptista i Sant Esteve, realitzat el primer terç del segle xv, per l'anomenat Mestre de Badalona, que actualment es conserva al Museu Nacional d'Art de Catalunya.

### Construcció del nou temple

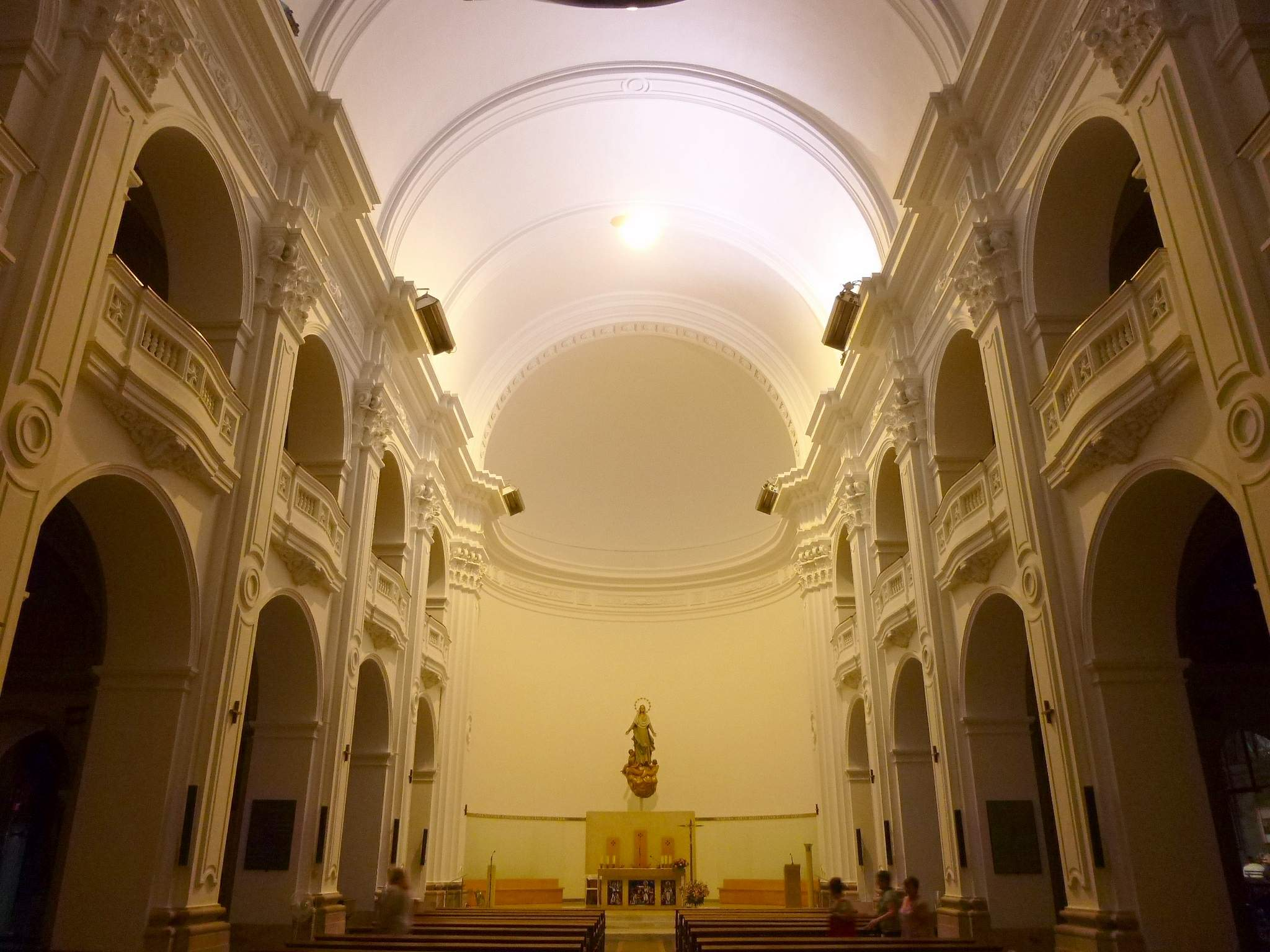
Vista de l'interior del temple.

La parròquia de Santa Maria, en la seva versió romànica, va ser el centre de la vida espiritual del barri de la Sagrera de Badalona, al seu voltant s'hi van anar edificant més cases i amb el pas dels anys es van consolidar els carrers del que avui es coneix com a Dalt de la Vila. El temple va subsistir fins a l'any 1759. Anys abans, el 1753, la diòcesi va dur a terme una visita pastoral a la localitat, i va encarregar als arquitectes Josep i Juli Martí i Amat una valoració de l'estat de conservació de l'edifici i, si esqueia, els costos de la reparació. Els Amat van informar dels costos econòmics de l'obra, tanmateix, la falta de diners va demorar l'obra de reparació fins a l'any 1758, moment en què probablement el temple ja amenaçava ruïna. Però aleshores els mestres d'obra Josep Juli, al servei del capítol catedralici, i Francesc Renart, van determinar que el millor era enderrocar l'església. El 16 de juliol d'aquell any, el rector Antoni Montserrat i l'alcalde Sayol en junta general van acordar la demolició del temple.
El mes de juny de 1760 el projecte de Renart i Juli va ser aprovat per les autoritats eclesiàstiques, en aquell moment dirigides pel bisbe Ascensi Sales, després, va ser presentat a la població de Badalona perquè s'aprovés definitivament el projecte. L'enderroc es va iniciar el 1759 i es va posar la primera pedra del nou temple el 29 de juny de 1762, que es va fer amb pedra excavada de la zona de Can Miravitges.
L'obra va ser inaugurada el 25 de juliol de 1778 i, posteriorment, l'arquitecte Domènec Vidal va afegir la capella dels Dolors (1804-1813). El nou temple va canviar respecte de l'anterior en molts aspectes. La disposició de l'església va canviar de l'anterior, l'entrada principal la tenia de cara al mar amb el campanar al costat quan abans era al costat de l'evangeli, i l'altar major va passar a estar orientat a muntanya. D'altra banda, era molt més gran, es va projectar per a 2.000 persones. El cementiri es va haver de moure i una part de l'antic va quedar sota el nou temple. A més es van comprar cases adjacents per donar més espai, davant de l'entrada principal va quedar una petita plaça a la qual s'accedia per una escala de deu graons, tot això va donar més importància i més visibilitat al temple.
El 23 de maig de 1825 l'església es va cremar fortuïtament durant la festa de la Pasqua Granada, sembla que a causa de la guspira de les atxes de la processó. En el transcurs de l'incendi es van perdre alguns objectes i restes de valor històric i artístic. Després, el 1885 el rector va demanar permís d'obres per acabar el temple, del qual encara mancava executar la façana i campanar segons projecte de Francesc Rogent i Pedrosa, que aleshores arquitecte municipal de Badalona.
D'altra banda, va ser l'única parròquia del municipi fins ben entrat el segle xix, quan el 1868, a causa del creixement demogràfic i urbà de Badalona va obligar a crear una nova demarcació i parròquia, la de Sant Josep.

### La guerra civil i la reconstrucció

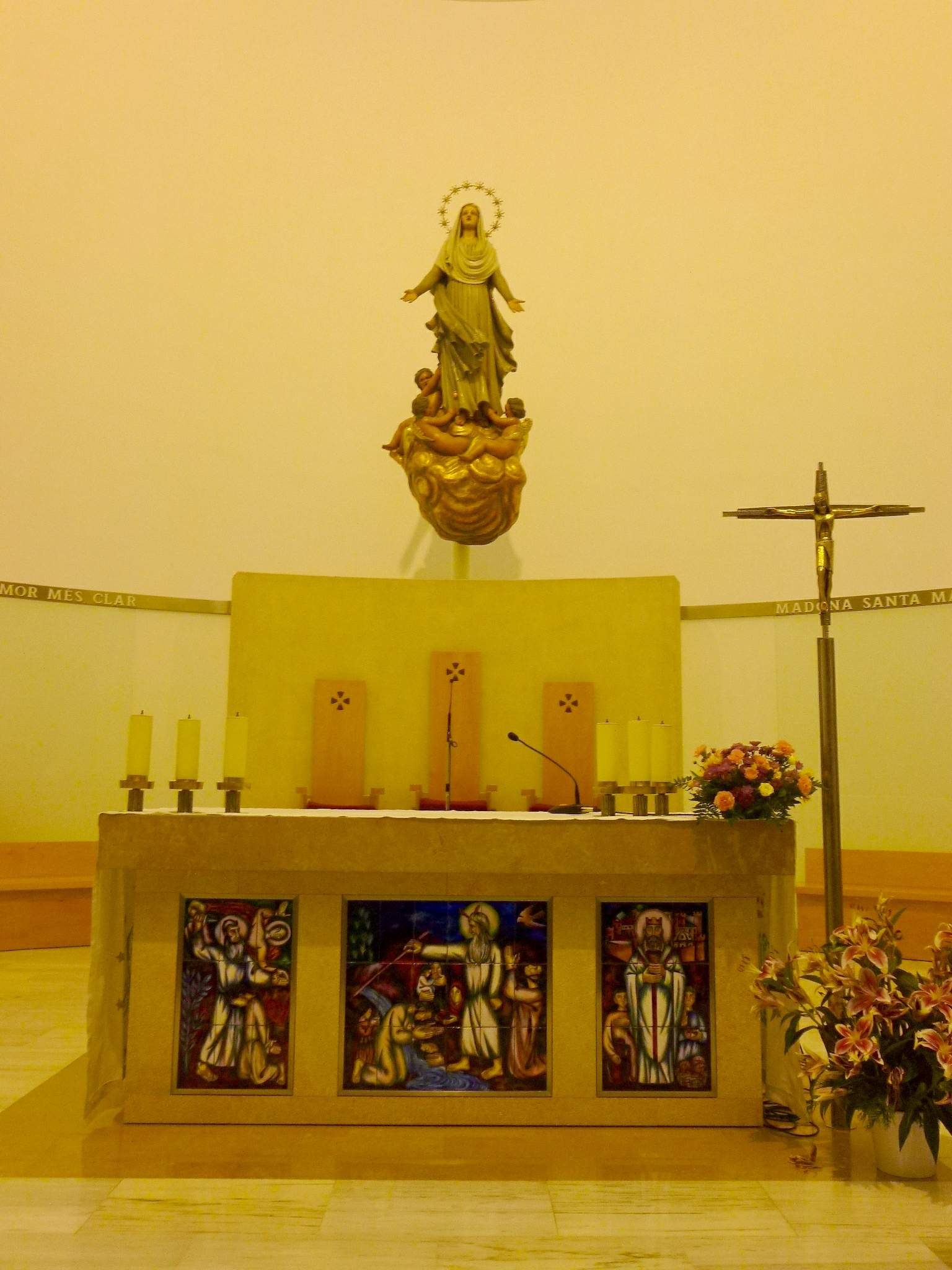
El nou altar major, amb la figura de la Mare de Déu de Marés.

A causa de l'onada revolucionària i anticlerical de la Guerra Civil, tant el temple com la rectoria van ser saquejats i incendiats la nit del 19 de juliol de 1936, i l'església encara seria incendiada en diverses ocasions al llarg de l'any. Amb això, el temple va quedar gairebé destruït. Es van perdre nombrosos objectes de valor de l'interior del temple, entre ells unes pintures d'Antoni Viladomat, així com l'arxiu històric parroquial i el Llit de la Mare de Déu, obra de Joan Amigó que s'utilitzava durant el dia de l'Assumpció de la Mare de Déu. Entre les diferents esglésies de la ciutat, Santa Maria va ser una de les més afectades, tant és així que algunes cases del costat van quedar tan afectades que alguns veïns van haver d'abandonar-les. L'Ajuntament va acordar el 25 de desembre d'aquell any el seu enderrocament i hi va destinar 45.000 pessetes, allí, després del seu enderroc pretenia construir una plaça pública que duria el nom del rus Vladimir Lenin. Això sí, s'havien de conservar totes les restes romanes. Fins al 17 de gener de 1937 es van recollir una làpida encastada una de les parets i una testa romana sorgida de l'enderrocament de la mateixa paret. Al llarg de la guerra l'església es va anar enderrocant de mica en mica, de fet més lent del que es volia a causa a de la falta de diners, tal com ho relata Josep Maria Cuyàs, si bé se'n va arribar enderrocar bona part de les parets laterals, així com la totalitat del campanar.
Després de la guerra, l'impuls del rector de la parròquia Antoni Briàs, que ja ho era abans de la guerra, i la dels arquitectes Joan Amigó i Joan Padrós, així com de bona port de la població badalonina es va aconseguir recursos i es va iniciar la seva reconstrucció i restauració continuant el projecte del segle xviii. De l'edifici anterior encara sobrevivien tota la part de ponent, fins a l'arrenc de la volta, i part de la llevant. La resta, tret de la part baixa de la façana va haver de ser reconstruït. Les obres van ser dirigides en primer lloc per Amigó, que va reconstruir la capella dels Dolors, i després se'n fa càrrec en solitari Padrós, que va dur a terme la reconstrucció en diverses fases, que es van donar per acabades el 1958 amb la benedicció de les campanes. El 1966 l'arquebisbe de Barcelona va consagrar el nou altar major. La victòria franquista va retornar a l'església novament la seva influència social i va marcar el ritme de la ciutadania i el calendari festiu i litúrgic, amb llurs festivitats que eren molt celebrades, i les associacions i confraries vinculades a la parròquia van recuperar el seu protagonisme.

### Celebració del 900 aniversari
L'any 2012 van celebrar-se els 900 anys de la consagració de la parròquia. Es van dur a terme diversos actes per part de la mateixa parròquia i del Museu de Badalona. Un dels més destacats va ser l'exposició sobre la seva consagració i construcció com a temple romànic, i la seva evolució fins a l'enderroc i la construcció del temple actual. L'exposició va comptar amb peces inèdites al públic, la més destaca va ser probablement el document de consagració de l'església el 1112, així com elements de l'antiga església romànica, tals com la pila baptismal o la clau de volta que va tenir al segle xv.

## Restes arqueològiques
Durant l'excavació al passatge de Barberà, el 1986, es van documentar dos murs perpendiculars de grans dimensions que marquen la cantonada exterior i interior d'un edifici d'envergadura considerable. Un d'aquests murs està orientat de nord-oest a sud-est, és a dir en direcció mar-muntanya, i l'altre de sud-est a nord-oest, és a dir en direcció paral·lela a la línia de la costa. El primer té una amplada d'1,5 m i una longitud de 7,10 m, el segon una amplada de 2,25 m i una longitud de 2,30 m. Es tracta de murs construïts amb la tècnica de l'opus caementicium, de gran solidesa, amb revestiment tant a l'interior com a l'exterior amb paraments de carreus petits ben escairats, disposats en filades horitzontals i fermament lligats amb morter. Aquest parament pot ser qualificat com a opus quadratum. Ambdós murs tenen una fonamentació considerable que profunditzen fins a 2,10 m i descansen sobre la terra ferma, argilosa i molt compacta. L'amplada dels fonaments és d'uns 40 a 50 cm més ample que els murs pròpiament dits.
El 1987 es va fer una excavació a l'interior de l'església de Santa Maria, en un dels passadissos laterals davant la capella dels Dolors on anteriorment ja s'havien trobat restes possiblement relacionats amb el temple romà. Es documenta que, en un moment determinat que es pot situar a mitjans del segle i aC, es construeix un mur de pedra i morter de considerables proporcions, del que sembla que només es conserva la fonamentació i un dels carreus d'una hipotètica primera filada. Aquesta datació la proporcionen els estrats 15 i 17 que sembla que podrien formar part de la seva trinxera de fonamentació, ja que aquest talla terra verge i reompla l'espai que queda entre aquesta i el mur. Aquesta estratigrafia queda tallada en un moment que ess pot relacionar amb la construcció de les riostres de fonamentació de l'església del segle xviii. Aquestes estaven cobertes per la pavimentació de l'església del segle xviii.
Els resultats proporcionen evidències clares respecte a la presència d'una construcció romana monumental en aquesta zona, que es pot situar al segle I aC. Per la seva ubicació topogràfica es pot relacionar amb el fòrum de la ciutat i també amb el possible temple que versemblantment estaria situat en aquest punt. Tal vegada són les restes d'un recinte que envoltaria el temple, potser amb un pòrtic.

## Rectorologi
Llista no exhaustiva dels rectors de Santa Maria:
- Bernat Vallès (?-1389)[35]
- Francesc Alanyà (ca. 1389)[35]
- Lluís Desplà i d'Oms (s. XV)[36]
- Antoní Montserrat (fi s. XVIII)[37]
- Narcís Germà i Bayer (ca. 1834-1858)
- Josep M. Boet Carbonell (1858-1865)
- Manuel Rovira i Montserrat (fi s. XIX)
- Salvador Vidal i Font (1893-1916)
- Antoni Briàs i Miquel (1916-1948)
- Francesc Roig i Romagosa (1948-1955)
- Joan Miquel i Puig (1955-1975)
- Ramon Boldú i Sala (1975-1984)
- Andreu Pascual i Josa (1984-2009)[38]
- Joaquim Vidal i Artés (2009-2013)[39]
- Jaume Aymar i Ragolta (2014-Act.)[39]